# Ionel Floroiu
Ionel Floroiu (n. 14 noiembrie 1962

, Parincea, Bacău, România) este un deputat român, ales în 2016. 